# Gobindgarh
Gobindgarh là một thành phố và là nơi đặt hội đồng đô thị (municipal council) của quận Fatehgarh Sahib thuộc bang Punjab, Ấn Độ.

## Nhân khẩu
Theo điều tra dân số năm 2001 của Ấn Độ, Gobindgarh có dân số 55.416 người. Phái nam chiếm 56% tổng số dân và phái nữ chiếm 44%. Gobindgarh có tỷ lệ 69% biết đọc biết viết, cao hơn tỷ lệ trung bình toàn quốc là 59,5%: tỷ lệ cho phái nam là 72%, và tỷ lệ cho phái nữ là 67%. Tại Gobindgarh, 12% dân số nhỏ hơn 6 tuổi.